# Horda de Nogai
L'Horda de Nogai o Horda Nogai és una confederació de nòmades turcs que ocupaven l'Estepa Pòntica al voltant del 1500 fins que van ser desplaçats cap al sud pels russos. "Nogai" és més un etnònim que un grup ètnic. Els nogais, l'Horda daurada, els cumans i possiblement els petxenegs, els àvars i els khàzars pertanyien a un mateix poble amb diferents grups dominants i lleugeres diferències en l'idioma; d'aquí el canvi de nom d'una tribu a una altra. El seu nom prové de Nogai Noyan, dirigent de l'Horda d'Or.

## Societat

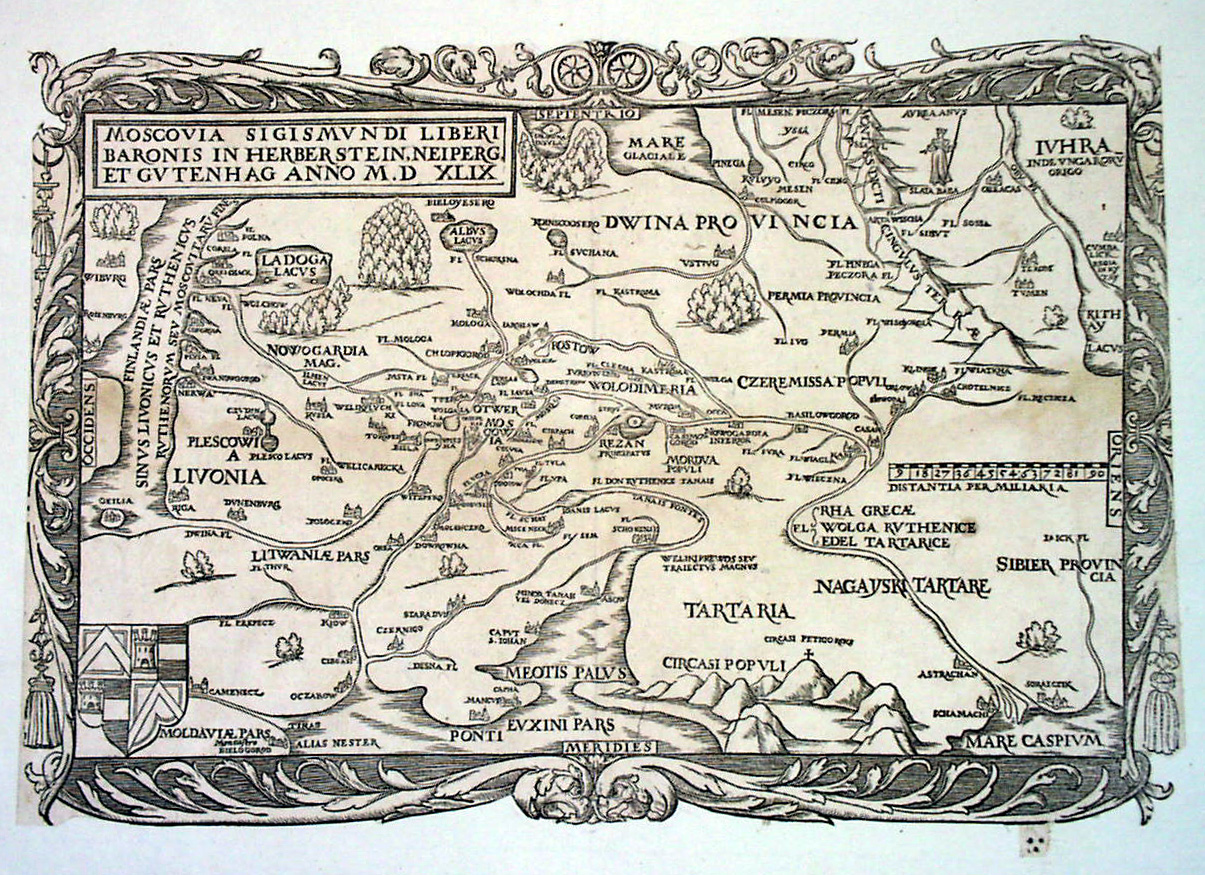
Sigismund von Herberstein situa "Nagayske Tartare" (els "Tàtars Nogai") al baix Volga en el seu mapa de 1549.

Van existir dos grups d'Hordes Nogai: els que residien al nord de la mar Càspia sota el seu propi beg (líder) i els del nord de la mar Negra nominalment subjectes al Kanat de Crimea. El primer grup es va esvair al voltant de 1632, derrotat pels calmucs. El segon va compartir el destí del Kanat de Crimea.
L'idioma nogai formava part del dels pobles túrquics, una llengua de la mateixa família lingüística que els seus veïns, els kazakhs, bashkirs i els tàtars de Kazan. Pel que fa a la religió, eren musulmans, però les seves institucions religioses estaven dèbilment desenvolupades.
Eren pastors nòmades dedicats al pasturatge d'ovelles, cavalls i camells entre d'altres. Podien obtenir un altre tipus de béns gràcies al comerç del seu bestiar, el saqueig i el cobrament de tributs. Hi havia alguns pagesos al llarg del riu Yaík. Una de les seves principals fonts d'ingressos eren les incursions per capturar esclaus, que eren venuts a Crimea i Bukharà. La caça, la pesca, el comerç i l'agricultura migratòria estacional tenien certa importància, si bé aquestes activitats estan pobrament documentades.
La unitat social bàsica era el semiautònom "Ulus". Els aristòcrates eren anomenats "Mirza". La capital o campament d'hivern es trobava en Saraitxuk, a la vora del riu Ural. El líder dels nogais era el Beg (no tenien Kan, ja que els seus governants no es consideraven descendents de Genguis Kan). Des 1537 el segon en el comandament era el Nureddin, normalment el fill del Beg o el seu germà gran, que era considerat el successor. El Nureddin ocupava la riba dreta del Volga. A partir de 1560 hi va haver un segon Nureddin com a cap militar. El tercer en el comandament era el Keikuvat. Els Begs i els Mirza es declararien en moltes ocasions vassalls d'alguna potència estrangera, però aquestes declaracions tenien poc efecte. L'organització política era variable i depenia en gran part del prestigi personal, ja que com nòmades, els nogais podien canviar de líder simplement marxant d'aquell lloc. El robatori de cavalls, cosa deplorable en moltes cultures, era considerat en l'estepa com un honor i una part important de la vida social i econòmica.
Al voltant del 1557 hi va haver discrepàncies entre Ismael Beg i Kazy Mirza. Aquest últim va fundar la petita Horda Nogai al riu Kuban. Els nogais al nord de la mar Càspia van ser anomenats des de llavors la Gran Horda Nogai.
Els nogais al nord del mar Negre van ser vassalls nominals del Khan de Crimea. Estaven dividits en quatre grups: Budjaka (des del Danubi fins al Dnièster), Yedisan (des del Dnièster fins al Bug), Jamboyluk (del Bug a Crimea), Yedickul (al nord de Crimea) i Kuban. Les fonts no diuen gaire sobre aquest tema, però alguns d'aquests grups van haver de ser clans o tribus. En particular, els Yedisan són esmentats com un grup a part en diverses regions.

## Història
- Decadència de l'Horda d'Or:
  - 1299 Nogai Noyan, sobirà mongol del que procedeix el nom de l'horda
  - 1299-1300 regnat de Chaga, regna també a Bulgària
  - 1360 Zenkireh Nogai disputa el tron a Mahmud Khizr
  - 1361 Mahmud Khirz és deposat per Zenkireh que vol posar al tron al seu fill Kara Nogai
  - 1406-1419 Edigu, possible descendent de Zenkireh, fundador de l'Horda Nogai
  - 1438 Fundació del Kanat de Kazan
  - 1441 Fundació del Kanat de Crimea
  - 1452 Fundació del Kanat de Kassímov (a Oka, com a vassall de Moscou). Comença el domini rus sobre els pobles turc musulmans
  - 1465 Fundació del Kanat dels kazakhs (o el 1480, sotmès a debat)
  - 1466 Fundació del Kanat d'Astracan, amb la seva aparició l'Horda d'Or queda reduïda a alguns nòmades de les estepes, Vella Sarai, i el control sobre part del comerç de caravanes. Després de cert temps passa a anomenar-la Gran Horda
  - Dècada de 1470: Els nogais hostils a la Gran Horda
  - 1475 l'Imperi Otomà pren Feodòssia als genovesos. Possible increment del comerç d'esclaus.
  - 1480-1519 Moscou i Crimea aliats contra l'Horda i Lituània
  - 1480 Batalla del riu Ugra: l'Horda no aconsegueix atacar Moscou. Comença la independència russa dels tàrtars
  - 1481 Els nogais maten al Khan de la Gran Horda en combat
  - 1502 El Kanat de Crimea destrueix el que queda de la Gran Horda
- Independència:
  - Al voltant de 1509 els nogais ocupen terres abandonades per la Gran Horda
  - 1519 Fi de l'aliança entre Moscou i Crimea
  - 1521 Els nogais, portats a l'oest pels kazakhs, creuen el Volga i ataquen Astracan
  - 1521 Crimea (50-60.000 genets) i Kazan ataquen Moscòvia, assetjant Moscou i enduent-se un gran botí
  - 1522 Els kazakhs capturen la capital Nogai
  - 1523 Crimea presa breument Astracan, però el seu exèrcit i Khan són destruïts pels nogais
  - 1547-1584 Ivan el Terrible Tsar
  - 1552 Conquesta de Kazan per Rússia. Els nogais perden el seu tribut
  - 1550-1560 (al voltant de) Desordres. Moscou torna impopular a Ismael Beg
  - 1556 Fam
  - 1556 Conquesta d'Astrakan per Rússia. Els nogais perden el seu tribut
  - 1557 Mirza Kazy creua el Volga and funda la Petita Horda al llarg del Kuban
  - 1567-1571 Fort rus en el Terek, al sud dels nogais. Els turcs, alarmats
  - 1569 Otomans costat del Kanat de Crimea i la Petita Horda tracten, sense èxit, de prendre Astracan
  - 1570s Els kazakhs s'apoderen del comerç nogai a través de l'Àsia central cap a Moscou
  - 1571 Saqueig de Moscou pel Kanat de Crimea amb els nogais amb més de 100.000 homes. 150.000 russos esclavitzats
  - 1572 Fracassa la segona campanya contra Rússia
  - 1580s Noves fortificacions russes al Volga
  - 1580-1581: Saraichick destruïda pels cosacs (o presa el 1577 pels russos, les fonts no són clares)
  - 1582/83 Rússia signa la pau amb Suècia i Lituània
  - 1588 Molts nogais es traslladen al Sr. Durs combats entre la Petita i la Gran Horda
  - 1592 Incursió de Crimea a la frontera russa
  - 1598 Moscou estableix més fortificacions al sud
  - 1600 Moscou "nomena" un Beg Nogai per primera vegada. Guerra civil entre els nogais
- Declivi:
  - 1500-1850 La població russa s'estén cap al sud ocupant els boscos i estepes
  - 1613-1643 Els calmucs, guerrers mongols de religió budista, avancen a l'oest des de Zungaria i ocupen l'àrea entre el Don i l'EMBA. Alguns nogais de l'est s'uneixen als kazakhs i Karakalpak. Altres romanen com a vassalls dels calmucs. Un tercer grup creua el Volga pel sud-oest fins al Kuban o a l'oest a través del Don, tornant-se vassalls de Crimea
  - 1619 Isterek Beg mor. Guerra civil. No és clar qui és el Beg des de llavors
  - 1633 Darrera incursió Crimea-Nogai fins al Oka
  - 1634 Gran derrota dels nogais pels calmucs
  - 1643 Els calmucs rebutjats d'Astracan
  - 1672 calmucs, russos i cosacs assetgen Azov
  - 1693 Els calmucs ataquen els nogais enviats per Rússia
  - 1711 20474 calmucs i 4100 russos ataquen Kuban. Moren 11.460 nogais, s'ofeguen altres 5060 i tornen amb un botí de 2000 camells, 39200 cavalls, 190.000 caps de bestiar, 220.000 ovelles i 22.100 captius, dels quals només 700 eren homes adults. Al seu retorn es troben i derroten a un exèrcit Nogai que tornava, alliberant 2000 captius russos
  - 1720s 15000 "botigues" nogais abandonen als calmucs
  - 1736-1939 Ocupació temporal d'Azov pels russos
  - 1770 Els Yedisan s'alien amb Rússia, bloquejant la ruta terrestre des dels Balcans fins a Crimea
  - 1771 Retorn dels calmucs de més enllà del Volga a Zungaria
  - 1772 Molts nogais de Crimea accepten protecció russa
  - 1774 El Kanat de Crimea es converteix en vassall rus
  - 1783 Crimea annexionada a Rússia, molts nogais es traslladen del baix Dnièper a Kuban. En els següents 150 anys, els ports del mar Negre permeten una expansió massiva de la població i agricultura russa al sud.
  - Al voltant de 1860 centenars de milers de musulmans migren de Rússia a l'Imperi Otomà
  - Principis del s. XX (data incerta) Nogai Raion a Daguestan
  - 2007 Nogai Raion creat a Karatxai-Txerkèssia